# Cèl·lula somàtica
La cèl·lula somàtica (del grec: σὠμα/soma = cos) o cèl·lula vegetativa és qualsevol de les cèl·lules que formen el cos d'un organisme pluricel·lular, és a dir, és qualsevol cèl·lula a banda del gamet, cèl·lula germinal, gametòcit o cèl·lula mare indiferenciada.
Les cèl·lules somàtiques, per tant, són aquelles que conformen el creixement dels teixits i òrgans d'un ésser viu pluricel·lular. Procedeixen d'una cèl·lula mare originada durant el desenvolupament embrionari i que pateixen un procés de proliferació cel·lular i apoptosi. Són les que constitueixen la majoria de les cèl·lules del cos d'un organisme pluricel·lular.
Les cèl·lules que no són somàtiques són cèl·lules germinals, i són d'aquestes de les quals es formen els gamets (espermatozoides i òvuls).

## Característiques
Les cèl·lules somàtiques són totes genèticament iguals, amb una dotación genética la meitat de la qual procedeix de la mare i l'altra meitat del pare, unides en la fecundació.
Es pot obtenir un individu genèticament idèntic a un altre, a partir d'una cèl·lula somàtica mitjançant la clonació.
En general les cèl·lules somàtiques són les cèl·lules amb dotació genètica completa, essent diploides que poden formar teixit nou mitjançant el procés de la divisió cel·lular.

## Clonació
En els darrers anys, la tècnica s'ha desenvolupat en els mamífers la tècnica de clonació d'organismes sencers, cosa que permet produir clons gairebé idèntics genèticament d'un animal. Un dels mètodes per aconseguir-ho rep el nom de "transferència nuclear de cèl·lula somàtica", i consisteix a extreure el nucli cel·lular a partir d'una cèl·lula somàtica, en general una cèl·lula de la pell. Aquest nucli conté tota la informació genètica necessària per a produir l'organisme. Aquest nucli s'injecta en una òvul de la mateixa espècie del qual s'ha eliminat el seu propi material genètic. En teoria, l'òvul pot ser implantat a l'úter d'un animal de la mateixa espècie on es desenvoluparà. L'animal resultant serà un clon gairebé genèticament idèntic a l'animal del qual es va prendre el nucli. L'única diferència és causada per qualsevol ADN dels mitocondris que es reté en l'òvul. A la pràctica, aquesta tècnica ha estat fins ara problemàtica, malgrat que hi ha hagut alguns èxits d'alt perfil, com és el cas de l'ovella Dolly i, més recentment, Snuppy, el primer gos clonat.